# Bohemians 1905 2013-2014
Questa voce raccoglie le informazioni riguardanti il Bohemians 1905 nelle competizioni ufficiali della stagione 2013-2014.

## Rosa
| N. |                       | Ruolo | Calciatore        |
| -- | --------------------- | ----- | ----------------- |
| 1  | Slovacchia (bandiera) | P     | Peter Gabriš      |
| 3  | Rep. Ceca (bandiera)  | D     | Jan Hauer         |
| 4  | Rep. Ceca (bandiera)  | C     | Josef Jindřišek   |
| 5  | Rep. Ceca (bandiera)  | C     | David Bartek      |
| 6  | Rep. Ceca (bandiera)  | C     | Martin Kolář      |
| 7  | Ucraina (bandiera)    | C     | Dmytro Jeremenko  |
| 8  | Rep. Ceca (bandiera)  | D     | Václav Kalina     |
| 9  | Rep. Ceca (bandiera)  | A     | Matěj Štochl      |
| 10 | Senegal (bandiera)    | A     | Moustapha N'Diaye |
| 11 | Rep. Ceca (bandiera)  | A     | Radek Šírl        |
| 12 | Rep. Ceca (bandiera)  | P     | Martin Berkovec   |
| 13 | Rep. Ceca (bandiera)  | D     | Jan Růžička       |
| 14 | Rep. Ceca (bandiera)  | D     | Michal Šmíd       |

| N. |                           | Ruolo | Calciatore     |
| -- | ------------------------- | ----- | -------------- |
| 15 | Rep. Ceca (bandiera)      | D     | Daniel Krch    |
| 16 | Rep. Ceca (bandiera)      | C     | Jan Moravec    |
| 17 | Rep. Ceca (bandiera)      | C     | Jakub Hora     |
| 19 | Rep. Ceca (bandiera)      | P     | Jiří Havránek  |
| 20 | Rep. Ceca (bandiera)      | C     | Jakub Rada     |
| 22 | Rep. Ceca (bandiera)      | C     | Petr Nerad     |
| 23 | Rep. Ceca (bandiera)      | C     | Lukáš Budínský |
| 24 | Rep. Ceca (bandiera)      | C     | Milan Havel    |
| 25 | Rep. Ceca (bandiera)      | A     | Adam Klavík    |
| 27 | Slovacchia (bandiera)     | D     | Martin Cseh    |
| 30 | Rep. Ceca (bandiera)      | D     | Jakub Štochl   |
|    | Spagna (bandiera)         | A     | Ángel García   |
|    | Costa d'Avorio (bandiera) | A     | Sindou Dosso   |